# Anthony Wright
Anthony Lavron Wright (Vanceboro, 14 febbraio 1976) è un ex giocatore di football americano statunitense che ha giocato nel ruolo di quarterback nella National Football League (NFL). Al college giocò a football alla South Carolina University.

## Carriera professionistica

### Pittsburgh Steelers
Wright fu non fu scelto nel Draft NFL 1999 ma firmò coi Pittsburgh Steelers come undrafted free agent, dove si trovò ad essere il quarto quarterback nelle gerarchie della squadra (dietro Kordell Stewart, Mike Tomczak e Pete Gonzalez).

### Dallas Cowboys
Wright firmò coi Dallas Cowboys nel 2000. La sua prima stagione con la squadra la disputò principalmente come riserva ma quando nel 2001 il titolare Quincy Carter si infortunò, Wright fu scelto come suo sostituto, salvo essere successivamente superato in quel ruolo da Clint Stoerner a causa di molteplici infortuni alle ginocchia. Fu svincolato dai Cowboys prima dell'inizio della stagione 2002.

### Baltimore Ravens
Wright firmò coi Baltimore Ravens e sostituì il titolare Kyle Boller nel novembre della stagione 2003 quando questi si infortunò. Dopo che i Ravens persero contro i Miami Dolphins nella sua prima gara come titolare, Wright guidò una spettacolare rimonta contro i Seattle Seahawks: con un punteggio alla pari dopo la fine del primo tempo, i Seahawks segnarono due touchdown con rapidità, salendo fino a un vantaggio di 41-24 a sette minuti dal termine. Wright però passò ben quattro touchdown e con 319 yard passate guidò la squadra alla vittoria 44-41 nei supplementari. Dopo la partita, il capo-allenatore dei Ravens Brian Billick consegnò a Wright il pallone della gara, per darlo alla moglie che stava partorendo un figlio.
I Ravens vinsero cinque delle ultime sei gare, con Wright che ebbe un record parziale di 5-2 e guidò la squadra ai playoff, perdendo 20-17 contro i Tennessee Titans. Dopo aver perso tutta la stagione 2004 per infortunio, a causa di un altro infortunio di Boller fu nominato titolare per la prima gara dei Ravens della stagione 2005.

### Cincinnati Bengals
Dopo la partenza dell'ex riserva di Carson Palmer, Jon Kitna, ai Detroit Lions, Wright firmò un contratto annuale coi Cincinnati Bengals il 21 luglio 2006, superando in seguito Craig Krenzel e Doug Johnson nel ruolo di prima riserva della squadra.

### New York Giants
Il 13 aprile 2007, Wright firmò per essere la riserva di Eli Manning ai New York Giants che in quella stagione vinsero il Super Bowl XLII battendo i New England Patriots. Si ritiirò durante la stagione 2009 dopo non aver trovato alcun ingaggio in quella precedente.

## Vittorie e premi
- Super Bowl : 1

New York Giants: Super Bowl XLII
- National Football Conference Championship: 1

New York Giants: 2007

## Statistiche
| Yard passate  | 3.590 |
| Touchdown     | 20    |
| Intercetti    | 25    |
| Passer rating | 66,3  |